# 旧制中等教育学校の一覧 (大分県)
大分県における旧制中等教育学校の一覧（きゅうせいちゅうとうきょういくがっこうのいちらん）とは、学制改革前（第二次世界大戦前）の大分県内での旧学制の中等教育学校をまとめた一覧である。

## 旧制中学校
- 大分県大分尋常中学校（1885年）⇒ 大分県立大分中学校 ⇒《新制・碩南中学校、大分第一高等女学校、大分第二高等女学校と統合》大分県立大分第一高等学校 ⇒ 大分県立大分上野丘高等学校（1951年）
- （私立）中津尋常中学校（1893年）⇒ 大分県立大分尋常中学校分校 ⇒ 大分県立中津中学校 ⇒《新制・中津高等女学校と統合》大分県立中津第一高等学校 南校舎 ⇒ 大分県立中津西高等学校 南校舎 ⇒（1953年：分離）大分県立中津南高等学校
- 大分県大分尋常中学校臼杵分校（1897年）⇒ 大分県立臼杵中学校 ⇒《新制・臼杵高等女学校と統合》大分県立臼杵高等学校
- 大分県大分尋常中学校竹田分校（1897年）⇒ 大分県竹田中学校 ⇒ 大分県立竹田中学校 ⇒《新制・竹田高等女学校、竹田商工学校と統合》大分県立竹田高等学校
- 大分県大分尋常中学校杵築分校（1897年）⇒ 大分県立杵築中学校 ⇒《新制・杵築高等女学校と統合》大分県立杵築高等学校
- 大分県中津尋常中学校宇佐分校（1897年）⇒ 大分県宇佐中学校 ⇒ 大分県立宇佐中学校 ⇒《新制》大分県立宇佐高等学校
- 南海部郡立佐伯中学校（1910年）⇒ 大分県立佐伯中学校 ⇒《新制・佐伯高等女学校と統合》大分県立佐伯第一高等学校 ⇒ 大分県立佐伯鶴城高等学校（1951年）
- 大分県立日田中学校（1921年）⇒《新制》大分県立日田第一高等学校第一部 ⇒（統合）大分県立日田城内高等学校 ⇒ 大分県立日田高等学校（1953年）
- 大分県立国東中学校（1922年）⇒《新制・国東高等女学校、国東農学校と統合》大分県立国東高等学校 ⇒（2008年：国東農工高等学校、双国高等学校と統合）大分県立国東高等学校
- 別府市立別府中学校（1933年）⇒ 大分県立別府中学校 ⇒《新制・別府高等女学校と統合》大分県立別府第一高等学校 ⇒ 大分県立別府鶴見丘高等学校（1951年）
- 大分県立鶴崎中学校（1942年）⇒《新制・鶴崎高等女学校、鶴崎工業学校と統合》大分県立鶴崎高等学校 ⇒ 大分県立大分鶴崎高等学校（1964年）
- 高田町外1町13村組合立高田中学校（1943年）⇒ 大分県立高田中学校 ⇒《新制・高田高等女学校と統合》大分県立高田高等学校
- 大分県立夜間中学校 ⇒ 大分県立碩南中学校 ⇒《新制・大分中学校、大分第一高等女学校、大分第二高等女学校と統合》大分県立大分第一高等学校 ⇒ 大分県立大分上野丘高等学校 ⇒ 大分県立大分中央高等学校
- 私立留心中学校（1925年：下毛郡中津町）⇒ 私立扶桑中学校（1926年）⇒ 中津市立扶桑中学校（1931年）⇒（1933年：廃校）

## 高等女学校

### 公立
- 大分県大分女学校 ⇒ 大分県立大分高等女学校（1900年）⇒（1908年：大分県女子師範学校を併設）⇒ 大分県立大分第一高等女学校 ⇒《新制・統合》大分県立大分第一高等学校 ⇒ 大分県立大分上野丘高等学校（1951年）
- 大分県立大分第二高等女学校（1930年：大分県女子師範学校に併設）⇒《新制・統合》大分県立大分第一高等学校 ⇒ 大分県立大分上野丘高等学校（1951年）
- 下毛郡立高等女学校（1911年）⇒ 大分県立中津高等女学校 ⇒《新制》大分県立中津第一高等学校 北校舎 ⇒ 大分県立中津西高等学校 北校舎 ⇒（1953年：分離）大分県立中津北高等学校
- 私立別府女学校（1910年）⇒ 町立別府女子実業補習学校 ⇒ 町立別府女子実業学校 ⇒ 別府実業女学校 ⇒ 別府町立別府高等女学校（1920年）⇒ 市立別府高等女学校 ⇒ 大分県立別府高等女学校 ⇒《新制・統合》大分県立別府第一高等学校 ⇒ 大分県立別府鶴見丘高等学校（1951年）
- 臼杵町立臼杵実科高等女学校（1911年） ⇒ 北海部郡立実科高等女学校（1918年）⇒ 大分県北海部高等女学校（1921年）⇒《新制・統合》大分県立臼杵高等学校
- 直入郡女子実践補習学校（1908年）⇒ 直入郡立女学校 ⇒ 直入郡立実科高等女学校 ⇒ 直入郡立高等女学校（1920年）⇒ 大分県立竹田高等女学校 ⇒《新制・統合》大分県立竹田高等学校
- 日田郡立工芸学校女子部（1912年）⇒（独立）日田郡立実科女学校 ⇒ 大分県立日田高等女学校（1920年）⇒《新制・統合》大分県立日田第一高等学校 ⇒ 大分県立日田城内高等学校 ⇒ 大分県立日田高等学校（1953年）
- 西国東郡実業女学校（1910年）⇒ 西国東郡立実科高等女学校 ⇒ 大分県西国東高等女学校（1920年）⇒ 大分県立高田高等女学校 ⇒《新制・統合》大分県立高田高等学校
- 杵築町外4カ村組合立女子実業補習学校（1908年）⇒ 町村組合立杵築実科高等女学校 ⇒ 組合立大分県杵築高等女学校（1921年）⇒ 大分県立杵築高等女学校 ⇒《新制・統合》大分県立杵築高等学校
- 佐伯町立佐伯実科女学校（1911年）⇒ 南海部郡立佐伯実科高等女学校 ⇒ 大分県立佐伯高等女学校（1921年）⇒《新制・佐伯中学校と統合》大分県立佐伯第一高等学校 ⇒ 大分県立佐伯鶴城高等学校（1951年）
- 日出町外組合立女子実業補習学校（1909年）⇒ 大分県立日出高等女学校（1921年）⇒《新制》大分県立日出高等学校 ⇒ 大分県立日出暘谷高等学校 ⇒（2013年：統合）大分県立日出総合高等学校
- 東国東郡立高等女学校（1922年）⇒ 大分県立国東高等女学校 ⇒《新制・統合》大分県立国東高等学校
- 玖珠郡立森高等女学校（1922年）⇒ 大分県立森高等女学校 ⇒《新制》大分県立玖珠高等学校 ⇒（1951年：普通科が分離独立）大分県立森高等学校 ⇒（2015年：統合）大分県立玖珠美山高等学校
- 宇佐郡実科高等女学校（1911年）⇒ 大分県立四日市高等女学校（1923年）⇒《新制・四日市農学校と統合》大分県立四日市高等学校 ⇒（1951年：分離）大分県立四日市南高等学校 ⇒ 大分県立四日市高等学校 ⇒（2007年：統合）大分県立宇佐高等学校
- 大野郡立農学校女子部（1905年）⇒ 大分県大野実業女学校 ⇒ 大分県立三重高等女学校（1923年）⇒《新制》大分県立三重高等学校 東校舎 ⇒ 大分県立三重東高等学校 内田校舎 ⇒ 大分県立三重高等学校 内田校舎 ⇒ 大分県立三重高等学校 三重校舎 ⇒ 大分県立三重高等学校 本校 ⇒（2006年：三重農業高等学校、緒方工業高等学校、竹田商業高等学校と統合）大分県立三重総合高等学校
- 大分県立竹田商工学校（1931年）⇒《新制・統合》大分県立竹田高等学校 ⇒（1956年：商業課程が分離独立）大分県立竹田商業高等学校 ⇒（2006年：統合）大分県立三重総合高等学校
- 東大野実業学校（1925年）⇒ 東大野女子実業補習学校 ⇒ 大野町立女子実科専修学校 ⇒ 大分県立実業青年学校女子部 ⇒ 大野町立大分県大野実科高等女学校 ⇒ 大野町立大野高等女学校（1940年）⇒ 大分県立大野農林学校女子部（1946年）⇒《新制》大分県立大野高等学校 ⇒（2002年：閉校）
- 坂ノ市町他五ヶ村組合立北部実業補習学校（1920年）⇒ 北部実業補習学校 ⇒ 郡立北海部実業学校 ⇒ 大分県坂ノ市高等実業女学校 ⇒ 坂ノ市高等女学校（1943年）⇒《新制・統合》大分県立臼杵高等学校 第五部 ⇒（分離・統合）大分県立鶴崎高等学校 ⇒（1953年：分離独立）大分県立東豊高等学校 ⇒ 大分県立大分東高等学校（1964年）
- 附近六ヶ町村立鶴崎女子技芸補習学校（1910年）⇒ 鶴崎町他五ヶ町村学校組合立鶴崎実科高等女学校 ⇒ 鶴崎町立鶴崎実科高等女学校 ⇒ 鶴崎町立実業補習学校（1921年：改組）⇒ 大分鶴崎女子家政学校 ⇒ 大分鶴崎実科高等女学校 ⇒ 大分県鶴崎高等女学校（1944年）⇒《新制・統合》大分県立鶴崎高等学校 ⇒ 大分県立大分鶴崎高等学校（1964年）
- 私立庄内実科高等女学校（1941年）⇒《新制》大分県立大分上野丘高等学校 庄内分校 ⇒ 大分県立碩南高等学校 ⇒ 大分県立由布高等学校（2006年）

### 私立
- 扇城女学校（1899年）⇒ 扇城高等女学校（1923年）⇒《新制》扇城高等学校 ⇒（1997年：共学化）東九州龍谷高等学校
- 大分裁縫伝習所（1900年）⇒ 岩田実科高等女学校 ⇒ 岩田高等女学校（1939年）⇒《新制》岩田高等学校
- 柳ヶ浦裁縫女学校（1910年）⇒ 柳ヶ浦高等技芸学校 ⇒ 柳ヶ浦高等女学校（1941年）⇒《新制》柳ヶ浦女子高等学校 ⇒ 柳ヶ浦高等学校（1966年）
- 城南女学校（1927年）⇒ 城南実科高等女学校 ⇒《新制》城南高等学校 ⇒ 福徳学院高等学校（2001年）

## 実業学校

### 公立

#### 国東
- 東国東郡立実業学校（1902年：東国東郡国東町）⇒ 大分県国東農学校 ⇒《新制・統合》大分県立国東高等学校 ⇒（1953年：分離独立）大分県立国東農業高等学校 ⇒ 大分県立国東農工高等学校 ⇒（2008年：国東高等学校、双国高等学校と統合）大分県立国東高等学校

#### 速見・大分
- 別府町・浜脇町学校組合立工業徒弟学校（1902年：速見郡別府町）⇒ 別府町立工業徒弟学校 ⇒ 大分県別府工業徒弟学校 ⇒（1915年：大分市勢家へ移転）⇒ 大分県立工業学校 ⇒《新制・統合》大分県立大分第二高等学校 ⇒（分離）大分県立大分春日高等学校 ⇒ 大分県立大分工業高等学校（1953年）
- 大分市立大分商業学校（1917年）⇒ 大分県立大分商業学校 ⇒《新制・統合》大分県立大分第二高等学校 ⇒（分離）大分県立大分城崎高等学校 ⇒ 大分県立大分商業高等学校（1953年）

- 大分県立大分第二工業学校 ⇒ （廃止）

#### 海部
- 私立工業徒弟養成所（1906年：大分郡鶴崎町）⇒ 大分郡立工業徒弟養成所 ⇒（1923年：県立移管、統合）大分県立工業学校鶴崎分校 ⇒（1931年：独立）大分県立鶴崎工業学校 ⇒《新制・統合》大分県立鶴崎高等学校 ⇒（1961年：分離独立）大分県立鶴崎工業高等学校
- 津久見町立工業学校（1939年）⇒ 大分県立津久見工業学校（1944年）⇒《新制》大分県立津久見高等学校 ⇒（2012年：臼杵商業高等学校、海洋科学高等学校と統合）大分県立津久見高等学校
- 私立商業学校（1908年：夜間）⇒ 臼杵町立商業学校（1911年）⇒ 大分県立臼杵商業学校（1932年）⇒《新制》大分県立臼杵商業高等学校 ⇒（2012年：統合）大分県立津久見高等学校
- 大分県立臼杵農水産学校（1944年：北海部郡臼杵町）⇒《新制・統合》大分県立臼杵高等学校第四部（水産科）⇒ 大分県立臼杵高等学校港町校舎（水産科）⇒（1951年：分離独立）大分県立海部高等学校 ⇒ 大分県立水産高等学校（1953年）⇒ 大分県立海洋科学高等学校（1993年）⇒（2012年：統合）大分県立津久見高等学校海洋科学校 ⇒（2017年：分離独立）大分県立海洋科学高等学校

#### 大野
- 大分県農学校（1883年：北海部郡臼杵町）⇒ 大分県立農学校 ⇒（1906年：速見郡石垣村へ移転）⇒（1917年：大野郡三重町へ移転）⇒ 大分県立三重農学校 ⇒《新制》大分県立三重高等学校第二部 ⇒ 大分県立三重西高等学校 ⇒ 大分県立三重農業高等学校（1953年）⇒（2006年：三重高等学校、緒方工業高等学校、竹田商業高等学校と統合）大分県立三重総合高等学校

#### 玖珠
- 玖珠郡立実業学校（1911年）⇒ 玖珠農学校 ⇒ 大分県立玖珠農学校（1927年）⇒《新制・大分県立森高等女学校と統合》大分県立玖珠高等学校 ⇒（1951年：普通科を県立森高校として分離）⇒ 大分県立玖珠農業高等学校（1953年）⇒（2015年：大分県立森高等学校と統合）大分県立玖珠美山高等学校

#### 日田
- 大分県立農林学校（1901年）⇒ 大分県立日田農林学校 ⇒ 大分県立日田山林学校 ⇒ 大分県立日田林工学校（1930年）⇒《新制》大分県立日田第二高等学校 ⇒ 大分県立日田月隈高等学校 ⇒ 大分県立日田林工高等学校（1953年）

#### 下毛
- 中津町立中津商業学校（1916年）⇒ 大分県立中津商業学校 ⇒《新制・統合》大分県立中津第二高等学校牛神校舎 ⇒ 大分県立中津東高等学校 ⇒（1963年：分離）大分県立中津商業高等学校 ⇒（2009年：中津工業高等学校と統合）大分県立中津東高等学校
- 大分県立中津工業学校（1944年）⇒《新制・統合》大分県立中津第二高等学校 ⇒ 大分県立中津東高等学校 ⇒（1963年：分離）大分県立中津工業高等学校 ⇒（2009年：中津商業高等学校と統合）大分県立中津東高等学校

#### 宇佐
- 宇佐郡立農学校（1901年）⇒ 宇佐郡立農業学校 ⇒（1923年：県立移管）大分県立四日市農学校 ⇒《新制・統合》大分県立四日市高等学校 ⇒（1951年：分離独立）大分県立四日市北高等学校 ⇒ 大分県立四日市農業高等学校（1953年）⇒ 大分県立宇佐農業高等学校（1970年）⇒（1993年：工業科新設）大分県立宇佐産業科学高等学校

## その他
- 私立大分中等夜間学校